# Сливата
Сливата (болг. Сливата) — село в Болгарии. Находится в Монтанской области, входит в общину Лом. Население составляет 221 человек.

## Политическая ситуация
В местном кметстве Сливата, в состав которого входит Сливата, должность кмета (старосты) исполняет Ангел Симеонов Димитров (Национальное движение «Симеон Второй» (НДСВ)) по результатам выборов правления кметства.
Кмет (мэр) общины Лом — Пенка Неделкова Пенкова (независимый) по результатам выборов в правление общины.